# Дієти за Певзнером
Дієти за Певзнером або Столи за Певзнером — система дієт по групах захворювань, розроблена російським терапевтом Мануїлом Ісааковичем Певзнером у 1920-х роках.
За наказом МОЗУ № 931 від 2013 року система дієт за Певзнером (столи за номером) не є обов'язковою у закладах ОЗ.

## Коротка характеристика
| Дієта     | Покази |
| --------- | --- |
| Стіл № 1  | Затихання загострення виразкової хвороби, протягом 6-12 місяців після загострення, гастрити з підвищеною кислотністю                                                 |
| Стіл № 1а | Перші 3-7 днів загострення виразкової хвороби шлунку та 12-палої кишки, загострення хронічного гастриту з підвищеною кислотністю, опік шлунку та стравоходу          |
| Стіл № 1б | Другий тиждень загострення виразкової хвороби шлунку та 12-палої кишки, хронічного гастриту.                                                                         |
| Стіл № 2  | Хронічні гастрити зі зниженою кислотністю, хронічні коліти (поза загостреннями)                                                                                      |
| Стіл № 3  | Атонічні закрепи |
| Стіл № 4  | Гострі захворювання кишки загострення в період проносу, що триває |
| Стіл № 4а | Коліти з переважанням процесів бродіння |
| Стіл № 4б | Хронічні коліти в стадії затухаючого загострення |
| Стіл № 4в | Гострі захворювання в період одужання як перехід до раціонального харчування; хронічні захворювання кишки в період затухання загострення, а також поза загостреннями |
| Стіл № 5  | Захворювання печінки, жовчного міхура, жовчовидільних шляхів поза стадією загострення                                                                                |
| Стіл № 5а | Хронічні панкреатити |
| Стіл № 6  | Подагра, сечокам'яна хворобо з відходженням каміння, що складається переважно з уратів                                                                               |
| Стіл № 7  | Хронічні захворювання нирок з відсутністю проявів хронічної ниркової недостатності                                                                                   |
| Стіл № 7а | Гострі ниркові захворювання (нефрит гострий чи його загострення) |
| Стіл № 7б | Затухання гострого запального процесу в нирках |
| Стіл № 8  | Ожиріння як основне захворювання чи супутнє при інших хворобах, які не потребують спеціальних дієт                                                                   |
| Стіл № 9  | Цукровий діабет середнього чи легкого ступеня |
| Стіл № 10 | Захворювання серцево-судинної системи з недостатністю кровообігу І-ІІА ступеню                                                                                       |
| Стіл № 11 | Туберкульоз легень, кісток, лімфатичних вузлів, суглобів при нерізкому загостренні чи затуханні, виснаження після інфекційних захворювань, операцій, травм           |
| Стіл № 12 | Функціональні захворювання нервової системи |
| Стіл № 13 | Гострі інфекційні захворювання |
| Стіл № 14 | Сечокам'яна хвороба (фосфатурія) |
| Стіл № 15 | Різні захворювання, що не потребують спеціальних лікувальних дієт |

##### Дієта №1, №1а, №1б
- Дієта № 1, № 1а, № 1б — Виразкова хвороба шлунку та 12-палої кишки.

Сприяє нормалізації стану шлунка при різних деструктивних, запальних та секреторно-моторних розладах. Застосовують при гастритах, виразковій хворобі шлунка та дванадцятипалої кишки.
Дієта передбачає
- обмеження механічних, хімічних та термічних подразників рецепторного апарату шлунка (максимально — дієта № 1а, значне — дієта № 1б або помірне — дієта № 1 у залежності від стану хворого)
- обмеження їжі, яка довго затримується у шлунку
- фізіологічні норми поживних речовин визначаються у залежності від режиму фізичної активності, який встановлює лікар
- збільшення вмісту основних вітамінів утричі порівняно із фізіологічною нормою, за виключенням вітаміну РР (14-15 мг)
- частота прийому їжі — не менше 5-6 разів упродовж дня
- кулінарна обробка їжі: подрібнення, деекстрагування (виварювання на пару або у воді) м'яса, риби, овочів, — виключення м'ясних, рибних, овочевих наварів, смаження та пасерування, обмеження хлориду натрію до 8 г/добу.

Курс лікувального харчування починають з дієти № 1а, призначають її не більше ніж на 10-12 днів, далі — дієту № 1б також на 10-12 днів, потім — дієту № 1.

##### Дієта №2
- Дієта № 2 — Хронічний гастрит, гострі гастрити, ентерити та коліти, хронічні ентероколіти; сюди також відносять дієту № 2Щ (щелепна), коли є проблеми ковтання.

Створює умови для нормального травлення при порушенні функції пережовування, ковтання, шлункової та кишкової секреції. Їжу дають у вигляді пюре. Виключають грубі механічні подразники слизової оболонки ШКТ, а також продукти, які значно впливають на секреторну та моторну функції кишки. Вміст вітамінів А, В1, В2 у дієті збільшують удвічі, норма вітамінів РР та С у 4-5 разів у порівнянні з фізіологічною нормою. Частота прийому їжі 4-6 разів на день.
Кулінарна обробка: овочі подрібнюють (шинкують), виключають неподрібнене м'ясо, дозволяється котлетна маса, каші з приправами, які збуджують апетит, запечені страви з круп.

##### Дієта №3
- Дієта № 3 — Закреп

Сприяє нормалізації функції кишки при недостатньому випорожненні. У їжі присутні продукти, які механічно, термічно та хімічно збуджують перистальтику кишечника (страви, що містять грубу рослинну клітковину, холодні компоти з урюка, чорнослива, смажені та тушковані страви з великою кількістю жирів). Значно обмежують продукти та страви, яки уповільнюють перистальтику (подрібнені, пюре та ін.). Частота прийому їжі 4 рази на день.

##### Дієта №4
- Дієта № 4, № 4а, № 4б, № 4в — захворювання кишечника з проносами.

Сприяє нормалізації стану кишечника при запальних процесах та при прискореній евакуації вмісту ШКТ. У їжі значно обмежені механічні, термічні та хімічні подразники кишечника, застосовуються засоби, які уповільнюють перистальтику. Вміст білків 70-80 г, жирів — 60-70 г, вуглеводів — 200—250 г (біля 1665—2000 ккал). Вміст основних вітамінів збільшений утричі у порівнянні з фізіологічною нормою. Кількість рідини збільшена у 1,5 — 2 рази у порівнянні з фізіологічною нормою. Частота прийому їжі 4-6 разів на день.
Кулінарна обробка: подрібнення та пюрування їжі, виключення смаження та пасерування.

##### Дієта №5
- Дієта № 5, № 5а , № 5п — Захворювання печінки, жовчних шляхів, підшлункової залози

Використовують при різних хронічних, запальних та дегенеративних процесах у печінці, жовчному міхурі та жовчних шляхах. У їжі обмежують вміст жирів до 60-80 г, хлориду натрію до 8 г, борошняних та жирних страв, томатів, продуктів багатих на холестерин (мізки, яєчний жовток, печінка, ікра). Рекомендують багато питва, сік, плоди, ягоди, деякі овочі, молочнокислі продукти.
Виключають продукти з щавелевою кислотою (щавель, шпинат, спаржа, ревень, кропива, листя буряка), м'ясні, рибні та овочеві консерви, ковбасні вироби, гриби, м'ясні та рибні бульйони, страви з м'яса, риби, птиці без деекстрагування, смажені страви, тугоплавкі жири (свинячий, баранячий, яловичий). Обмежують вершкове масло до 10 г. Частота прийомів їжі 5-6 разів на день.
Особливості кулінарної обробки: виключають обсмаження та пасерування у жирах, проводять деекстрагування м'яса та риби (виварювання у воді, на пару, припускання, запікання), значно обмежують приправи з ефіроносних рослин (цибуля, селера, кріп та ін.).
Дієта № 5а застосовується при гострих інфекційних або токсичних ураженнях печінки та загостренні хронічних хвороб печінки, жовчного міхура та шляхів.
У порівнянні з дієтою № 5 обмежений вміст білків до 80 г, жирів до 50 г, вуглеводів до 250—300 г (1818—2033 ккал), не менше половини вуглеводів необхідно давати у вигляді дисахаридів та моносахаридів (цукор, мед, варення, фруктоза у плодах, ягодах). Щоденно споживають до 300 г знежиреного сиру. Обмежені механічні та термічні подразники шлунка (неподрібнена їжа, охолоджені страви, холодні напої), використовують хімічні збудники секреторної функції (овочеві бульйони, плодовоовочеві соки). Рекомендується багато овочів, плодів, ягід, обмеження жирів та злаків для олужнення організму та підвищення антитоксичної дії печінки. Обмежують хлорид натрію до 5 г на день.
Кулінарна обробка: подрібнення, пюрування, деекстрагування м'яса та риби, сир із знежиреного молока при кип'ятінні його після підкислення оцтом (20 мл на 1 л молока).

##### Дієта №6
- Дієта № 6 — подагра, сечокам'яна хвороба з утворенням каміння і солей сечової кислоти.

Сприяє нормалізації пуринового обміну. З їжі виключають продукти тваринного та рослинного походження, багаті пуринами, екстрактивні речовини м'яса та риби, обмежують споживання м'яса та риби. Призначають багато пиття. Кулінарна обробка: деекстрагування (виварювання), обмеження гострих приправ.

##### Дієта №7
- Дієта № 7, № 7а, № 7б — гострий і хронічний нефрит (пієлонефрит, гломерулонефрит).

Застосовують при порушенні азотовидільної функції. У дієті обмежений вміст білків до 60-70 г, жирів до 50 г, вуглеводів до 250—300 г (1736—1945 ккал), рідини до 1200—1500 мл на добу (вільної рідини до 400—600 мл).
Обмежена їжа, яка впливає на печінку (за дієтою № 5 та 5а), різко подразнює шлунок, уповільнює перистальтику та викликає метеоризм.
Рекомендуються продукти, що містять велику кількість калію, які олужнюють організм (картопля, морква, родзинки та ін.) та підвищують діурез.
Виключають продукти, що несприятливо діють на нирки (ефіроносні рослини, перець, гірчиця, гриби, продукти з великим вмістом щавлевої кислоти), поварену сіль.
Частота прийому їжі 4-5 разів на день. Кулінарна обробка: забезпечують достатні смакові якості їжі при виключенні повареної солі (оцет, різні натуральні органічні кислоти — журавлина, лимон, яблучний сік, кисло-солодкі соуси, плодово-ягідні підливи), поєднання круп з овочами, плодами та ягодами.

##### Дієта №8
- Дієта № 8 — Ожиріння.

Обмежують вміст в їжі вуглеводів на 40-50 % та жирів на 20 % у порівнянні з фізіологічною нормою, яка відповідає енергетичним затратам (калорійність зменшують на 25-30 %). Споживання солі зменшують до 5-7 г на день.
Виключають страви та продукти, що збуджують апетит (закуски, приправи, соуси, екстрактивні супи, борщ). Рекомендується 6-8 прийомів їжі упродовж дня невеликими порціями.
Створюють відчуття насичення при низькій калорійності страв, знижують засвоювання спожитого, вдовольняють смакові потреби без приправ та збудження апетиту.

##### Дієта №9
- Дієта № 9 — Цукровий діабет.

Полягає у зменшенні кількості вуглеводів на 50 % при збереженні фізіологічних норм білків та жирів (відповідно до фізичної активності).
Виключають цукор, замінюючи на сахарин.

##### Дієта №10
- Дієта № 10 — Захворювання серцево-судинної системи з недостатністю кровообігу.

Обмежується на 25 % кількість жиру, виключають поварену сіль. Обмежують загальну кількість рідини до 1200—1500 мл (з них вільної рідини — до 500 мл).
Виключають їжу, що викликає метеоризм, довго затримується у шлунку або подразнює слизову оболонку.
Рекомендуються продукти переважно лужних валентностей, багаті солями калію та вітамінами (молочні продукти, фрукти, овочі, соки), ліпотропними речовинами (сир, тріска та ін.), часте дрібне харчування (5-6 разів на день, за призначенням лікаря до 8-10 разів).
Кулінарна обробка: виключення повареної солі та гострих приправ, використання оцту та натуральних кислот.

##### Дієта №11
- Дієта № 11 — Туберкульоз.

Застосовується у період одужання після інфекційних хвороб, при анемії, туберкульозі та ін. Висококалорійна їжа містить фізіологічні співвідношення речовин (білки — 140 г, жири — 140 г, вуглеводи — 630 г, 3000-3800 ккал), кількість основних вітамінів збільшена втричі у порівнянні з фізіологічною нормою, збільшена кількість кальцію (до 100 мг), фосфору (до 2000 мг), заліза (до 30 мг) та інших хімічних елементів необхідних для кровотворення (мідь, нікель, кобальт, марганець, цинк).
Включаються страви спеціального призначення (з висівок — марганець, з гематогена — залізо та ін.), що сприяють кровотворенню.

##### Дієта №12
- Дієта № 12 — Функціональні захворювання нервової системи;

##### Дієта №13
- Дієта № 13 — Гострі інфекційні захворювання з підвищенням температури.

В основі дієти — максимально можливе відновлення білкових витрат, при одночасному обмеженні жирів та вуглеводів (орієнтовна норма білків — 140—160 г, жирів — 60-70 г, вуглеводів — 250—300 г, 2157—2537 ккал). Їжа повинна бути олужненою. Споживання солі обмежують до 5-8 г на день.
Збільшують кількість кальцію до 1000 мг, фосфору до 2000 мг, заліза до 30 мг, вітамінів А, В1, В2, РР, аскорбінової кислоти.
Їжа повинна збуджувати секреторну функцію шлунка, але не бути грубим механічним подразником слизової оболонки. Рекомендують багато пиття (із врахуванням стану серцево-судинної та сечовидільної систем), часте харчування (5 — 6 разів на день).
Кулінарна обробка їжі спрямована на покращення її смакових якостей при обмеженій кількості солі (ефіроносні рослини, кислі натуральні соки, прянощі, плодово-ягідні підливи).

##### Дієта №14
- Дієта № 14 — Сечокам'яна хвороба з відходженням каменів, які складаються переважно з оксалатів.

Сприяє зсуву кислотно-основного стану у організмі у бік ацидозу за рахунок значного обмеження олужнення (картопля, морква, капуста тощо) та збільшення фізіологічної норми жирів (на 30-50 %, але не більше 200 г на день).

##### Дієта №15
- Дієта № 15 — Різноманітні захворювання, що не потребують спеціальних дієт.

Призначається для забезпечення фізіологічних потреб організму відповідно до режиму фізичної активності та праці.

## Стіл №1а

### Покази
Перші 3-7 днів загострення виразкової хвороби шлунку та 12-палої кишки, загострення хронічного гастриту з підвищеною кислотністю, опік шлунку та стравоходу,

## Стіл №1б

### Покази
Другий тиждень загострення виразкової хвороби шлунку та 12-палої кишки, хронічного гастриту.

## Стіл №3

### Покази
Атонічні закрепи